# Bom Jardim (Rio de Janeiro)
Bom Jardim é um município brasileiro do estado do Rio de Janeiro. Sua população, conforme o Censo 2022 do Instituto Brasileiro de Geografia e Estatística (IBGE), é de 28 102 habitantes.

## História
A região era originalmente povoada por indígenas, e no início do século XIX, a Coroa Portuguesa passou a distribuir sesmarias para promover a sua ocupação. A formação do povoado que se tornou Bom Jardim está ligada à negativa dos habitantes de São José do Ribeirão em permitir a passagem da Estrada de Ferro Cantagalo por suas terras.

### Restabelecimento
Bom Jardim foi restabelecida em 1947, por força das disposições transitórias da Constituição do Estado do Rio de Janeiro.

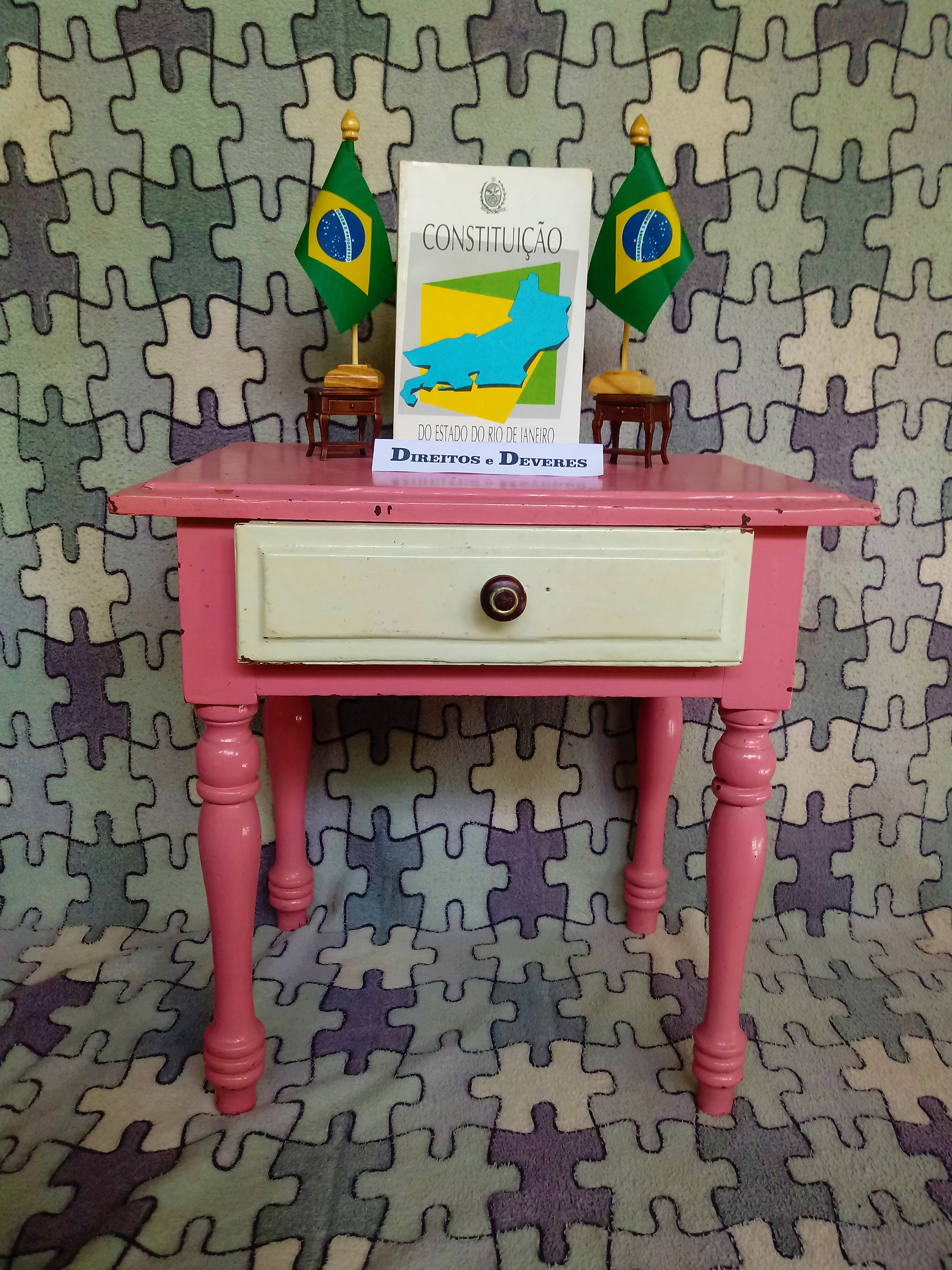
A constituição do estado do Rio de Janeiro

## Geografia

### Bioma
O bioma de Bom Jardim é a Mata Atlântica.

### Distritos
O município tem 4 distritos: Bom jardim (Sede) São José do Ribeirão (2º distrito), Banquete (3º distrito) e Barra Alegre (4º distrito).

### Demografia
Segundo o censo 2022 do IBGE, a população de Bom jardim é de 28.102 habitantes, ocupando a posição 54º no Rio de Janeiro e 1198º no Brasil. Houve com aumento de 10,93%. Continua sendo uns dos cinquenta e quatro municípios mais populoso de Rio de Janeiro. No mesmo censo, 13.867 é do sexo masculino enquanto 14.235 é do sexo feminino.

## Economia

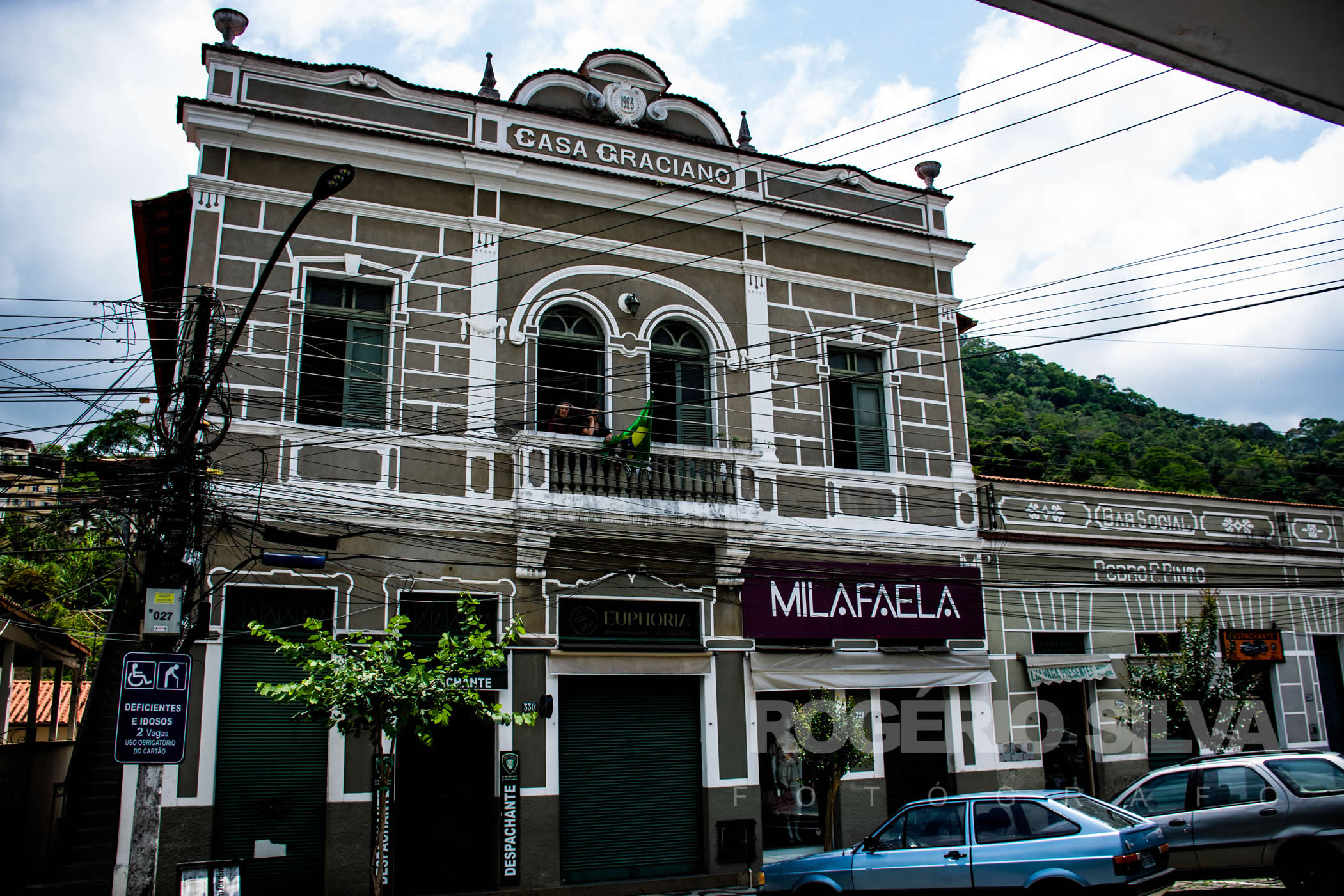
Casa Graciano Comercio De Presentes E Utilidades Ltda - Bom Jardim - Rio de Janeiro

Segundo o IBGE, em 2021, o município tinha um produto interno bruto (PIB) de R$ 887.303 milhões. Seu PIB per capita é de R$ 31.941 mil, em 2020, ocupando a posição 36º no Rio de Janeiro e 1588º no Brasil. Já em 2010, tinha um PIB per capita de R$ 15.914,11.
Na agricultura, o município se destaca na produção de tomates.
A administração pública é a que mais emprega em Bom Jardim.

### Empresas
Bom Jardim conta com um pouco mais de 2 974 empresas ativas. As empresas mais comuns no município são as dos setores de serviços, comércio varejista, alimentos, manufatura e transporte, restaurantes, construção, indústrias da transformação, etc. O setor de serviços ocupa a primeira posição, com um pouco mais de 1 229 empresas ativas

## Organização Político-Administrativa
Sendo um município do Brasil, Bom Jardim é administrada por dois poderes, o executivo e o legislativo, independentes e harmônicos entre si. O primeiro é representado pelo prefeito, auxiliado pelo seu gabinete de secretários e eleito pelo voto popular para um mandato de quatro anos, sendo permitida uma única reeleição para mais um mandato consecutivo, enquanto o segundo é representado pela Câmara Municipal de Bom Jardim, órgão colegiado de representação dos munícipes compostos por 11 vereadores também eleitos por sufrágio universal.
As atuais autoridades que ocupam cargos da organização político-administrativa de Bom Jardim são as seguintes (data: 25 de março de 2024):
- Prefeito: Paulo Vieira de Barros  - PL (2021/-)[16]
- Vice-prefeito: Simone Capozi (Simone Cristina Capozi Machado Dutra) - PSL (2021/-)[16]
- Presidente da Câmara: Carlos Gastão Pinto Carrilho - PL (???)[17]

## Infraestrutura

### Transportes
Bom Jardim possui um terminal rodoviário, localizado no centro da cidade. Há apenas um guichê da Viação 1001, principal empresa que atua na cidade.
Em 2022, Bom Jardim teve uma frota de 16 177 veículos, sendo o automóvel o mais utilizado.

Bom Jardim é cortada pela rodovia RJ-116.